# Manuela Martínez (ciclista)
Manuela Martínez Agudelo (Medellín, Colombia, 26 de enero de 2003), es una deportista colombiana que compite en BMX, en la modalidad Race. Manuela hace parte de la Selección Colombia de BMX, y ha sido Campeona Nacional dos años consecutivos (2018, 2019), Campeona Panamericana (2018-2021-2023), W4 (2023) W5 (2018) y W6 (2016).

## Biografía
Manuela comenzó a practicar bicicrós a la edad de nueve años, luego que un amigo cercano, quien ya era bicicrosista, la retara a recorrer la pista en su bicicleta convencional. Ella no solamente logró superar el reto, sino que luego fue a una nivelación con el entrenador Jonathan Quirama donde pidió salir del partidor sin ninguna preparación, acto después del cual el entrenador la admitió al Club BMX Magic sin pasar por los seis niveles del semillero. 
Su primera competencia fue en el Campeonato Internacional de las Luces, en Medellín, en el año 2012,  donde ocupó el quinto puesto. A partir de allí comenzó una carrera de triunfos que significaron para Manuela el encontrar por fin el deporte que encajaba a la perfección con su personalidad, después de haber pasado por natación, gimnasia, basquetbol, patinaje, karate, ultimate frisbee, porrismo, equitación, fútbol, entre otros.
Sus padres Andrés Felipe Martinez y Luisa Paola Agudelo, siempre inculcaron en ella y sus hermanos Matías y Paloma la importancia de practicar un deporte, pues esto ayuda mucho a tener disciplina para la vida y a crecer como personas.
Manuela estuvo en el Club Magic BMX del 29 de julio del 2012 al  30 de diciembre del 2014 y allí su progreso fue tan acelerado, que al año y medio su entrenador le dio a escoger dos opciones para formarse con un grupo de corredores más experimentados que le pudieran exigir a su nivel y le permitieran seguir progresando. Así fue como pasó al Club BMX Riders (enlace roto disponible en Internet Archive; véase el historial, la primera versión y la última).,  con César Acevedo, con quien tiene una relación muy estrecha, y quien entrena desde los 13 años. Allí tuvo un primer año de adaptación en el que aprendió a dejar de ver la práctica del BMX como un juego, para verla como una disciplina que hay que practicar con paciencia y dedicación. 
La competencia que la marcó en esa época fue la Copa Mundo en Rock Hill, Carolina del Sur, en el año 2017. Ella venía de ser la sexta mejor bicicrosista del mundo en su categoría (W6) el año anterior en Medellín (2016),  estaba muy segura de lo que había hecho y su meta era estar de nuevo en la final. Sin embargo en la semifinal cometió un error que la sacó de la competencia por un puesto. Eso significó un golpe duro para Manuela, pero se convirtió en un aprendizaje que le dio ánimos para regresar a Colombia a entrenar más con más dedicación.
En el 2018 Manuela viajó a Bakú, Azerbaiyán al campeonato mundial, donde de nuevo logró incluirse entre las mejores del mundo (W5) siendo ésta la última competencia a la que viajó con su mamá, quien falleció al año siguiente por una afección en su salud. Ese mismo año se coronó como Campeona Panamericana en Medellín, y se coronó por primera vez como Campeona Nacional.
El año 2019 continuó siendo un año lleno de triunfos para Manuela, ganando varias válidas nacionales, su segundo Campeonato Nacional, siendo semifinalista en el Campeonato Mundial (Zolder, Bélgica) y  montándose al podio de los Juegos Deportivos Nacionales, obteniendo plata en la prueba de contrarreloj individual y bronce en la prueba Racing, al lado de ciclistas experimentadas como Mariana Pajón y Andrea Escobar. Ese mismo día, 28 de noviembre en la mañana, Manuela había competido en los Juegos Intercolegiados Supérate, coronándose campeona y obteniendo un incentivo académico para pagar sus estudios universitarios.
Por todo esto en el 2019 Manuela fue galardonada como la mejor bicicrosista de Antioquia en La Noche de los Mejores, homenaje que el departamento antioqueño hace a sus deportistas en distintas modalidades y categorías para reconocer sus logros deportivos.
En enero del 2020 Manuela estuvo de nuevo en los Estados Unidos, compitiendo en el Gator National, Sarasota, Florida. Allí, pese a un accidente sufrido en el entrenamiento oficial antes de la competencia, logró la casilla número cuatro en la clasificación general y fue la campeona en la categoría 17 a 24 años damas. 
Manuela espera poder iniciar su carrera universitaria en un área que le permita continuar con su calendario de entrenamientos y ritmo de competencia para poder participar de muchas copas mundo, campeonatos mundiales y cuando llegue el momento, poder ir a unos Juegos Olímpicos y montarse en el lugar más alto del podio.

## Palmarés
2020
- Gator National, Estados Unidos
  - 4o. Puesto General.[11]
  -  Categoría 17 años damas
- I Válida Copa Nacional, Bogotá
- II Válida Copa Nacional, Bogotá[12]

2019
- Campeonato Mundial, Zolder, Bélgica
  - Semifinalista en Categoría 16 años damas
- I Válida Copa Nacional, Paipa
- II Válida Copa Nacional, Paipa
- IV Válida Copa Nacional, Manizales
- V Válida Copa Nacional, Manizales
- VII Válida Copa Nacional, Pereira
- VIII Válida Copa Nacional, Pereira
- Campeonato Departamental, Medellín
  -  en categoría 15 años y más élite damas
- Campeonato Nacional, Ubaté
- IX Válida Copa Nacional, Ubaté
- X Válida Copa Nacional, Bogotá
- XII Válida Copa Nacional, Bogotá
- XI Válida Copa Nacional, Barranquilla[13]
- Juegos Supérate Intercolegiados, Final Nacional, Prueba Olímpica, Bogotá[14]
- Juegos Deportivos Nacionales, Bolívar 2019
  -  en Prueba por tiempos individuales[15]
  -  en Prueba Olímpica[16]

2018
- I y II Válidas Copa Nacional, Ubaté
- III y IV Válidas Copa Nacional, Manizales
- Campeonato Nacional – VIII Válida Copa Nacional, Barranquilla[17]
- Panamericano de BMX, Medellín
- Final Departamental Juegos Supérate Intercolegiados, Bello
- IX y X Válidas Copa Nacional, Cali
- UCI Campeonato Mundial de BMX, Bakú– Azerbaiyán[18]
  - W5 en damas 15 años.

2017
- I y II Válidas Copa Nacional, Pereira
- V y VI Válidas Copa Nacional, Barrancabermeja
- VII Válida Copa Nacional, Manizales
- IX Válida Copa Nacional y Campeonato Nacional, Medellín
- UCI Campeonato Mundial de BMX Supercross, Estados Unidos
  - Semifinalista 14 años
  - Semifinalista Crucero 13-16 años
- XIV y XV Válidas Copa Nacional y Campeonato Nacional, Ubaté
- XIV y XV Válidas Copa Nacional y Campeonato Nacional, Ubaté
- Campeonato Internacional de las Luces, cat. 14 años damas, Medellín
- Primer puesto, Ranking Departamental, cat. 15 años y más élite damas.

2016
- Campeonato Nacional, Ubaté
- UCI Campeonato Mundial de BMX, Medellín 
  - 6.ª en (W6) 13 años.
  - Semifinalista, Crucero 13-16 años
- Campeonato Departamental Intercolegiado, La Ceja del Tambo
  -   Prueba Olímpica
  -   Prueba por tiempos y por puntos.
- Válida Copa Antioquia, cat. 15-16 años
- Segundo Puesto, Ranking Departamental, cat. 15-16 años.

2015
- XV CAMPEONATO DEPARTAMENTAL, Medellín (2015)
  -  Sumatoria de puntos, cat. 13-14 años

- Campeonato Nacional, Manizales
- Juegos Intercolegiados, Final Departamental, Marinilla 
  -  Prueba por puntos
  -  prueba por tiempos

- III Válida Copa Latinoamericana, Perú
- Válida Copa Antioquia, sumatoria de puntos, cat. 13-14 años
- Válidas Nacionales, sumatoria de puntos

2014
- Campeonato Continental Latinoamericano de BMX, Ecuador 
  - 7o Puesto

- Campeonato Continental Sudamericano de BMX, Ecuador (2014)
  - 7o Puesto

- XII Copa Colombia, Manizales 
  - 4o Puesto
- Copa Alcaldías – (Sumatoria puntuación del año,) Itagüí
- X Campeonato Internacional de las Luces, Medellín

2013
- III Copa Alcaldías (Sumatoria puntuación primer semestre), Medellín

- Carrera Internacional Homenaje a Mario Soto, Bogotá
- IV Copa Alcaldías, (Sumatoria puntuación segundo semestre), Itagüí
- IX Campeonato Internacional de las Luces, Medellín

2012
- VIII Campeonato Internacional de las Luces, Medellín
  - 5o Puesto.